# Marcellus en Hermès Logios
Marcellus en Hermès Chtonios, est une sculpture romaine de Marcellus le Jeune, représenté en Hermès Chtonios, conducteur des morts. Elle a été exécutée à Rome en marbre blanc (de 1,80 mètre de hauteur), vers 20 avant J.-C. (c'est-à-dire 2 ans après la mort du sujet), peut-être sur ordre personnel de son oncle Auguste, pour être un monument funéraire. Elle a été signée par Cléomenes d'Athènes.

## Description
Il s'agit d'une grande statue en ronde bosse, de taille humaine (environ 1,80 mètre) ; elle pèse 351 kg et est sculptée dans un marbre de Paros.
La statue représente Marcus Claudius Marcellus nu arboré d'une tunique drapée nonchalamment sur son bras gauche. L'extrémité de ce drap touche terre et vient délicatement se poser sur une partie de la carapace d'une tortue. Le bras droit est quant à lui relevé de manière que la main se situe à hauteur de la tempe droite, tenant probablement une couronne végétale aujourd'hui disparue.
Le jeune homme prend appui sur son pied gauche, dans une position de contrapposto hérité de la statuaire attique classique de style sévère, auquel la statue se rattache par sa frontalité froide, tout en mêlant à cette tradition idéalisante une certaine acuité dans la vraisemblance du portrait individuel. Sa tête est légèrement baissée et tournée d'un léger mouvement vers la droite. Cette position de la tête et l'expression de tristesse qui s'en dégage confirment le caractère funéraire de cette statue, censée inspirer la mélancolie pour ce jeune homme que la fortune aurait dû mener à l'empire s'il n'était pas mort prématurément en 23 av. J.-C.
La tortue sur laquelle repose le drapé tombant est par ailleurs l'emblème d'Aphrodite. Sa présence fait référence à Enée (l'un des héros de la guerre de Troie), fils d'Anchise et d'Aphrodite, dont Auguste et son neveu se réclameraient être des descendants, et à qui était comparé Marcellus dans l'Enéide de Virgile.

## Histoire de la statue
Marcellus en Hermès Logios est sans doute inspirée d’un original grec du Ve siècle av. J.-C. sculpté par Phidias pour le monument aux morts de la bataille de Coronée (447 av. J.-C.).
Avant 1590, l'œuvre se trouvait dans la villa du Pape Sixte V sur l'Esquilin. Elle a été acquise avec une autre statue, Hermès à la sandale, à la suite de négociations en 1685 menées par le duc d’Estrées, ambassadeur de Louis XIV, avec le pape et le prince Savelli, propriétaire des deux œuvres,; elle fut alors placée dans la galerie des Glaces du château de Versailles.
Elle fut saisie en 1798 pour le musée du Louvre, où elle se trouve toujours, au sein du département des antiquités grecques, étrusques et romaines, sous le numéro d'inventaire MR 315, Ma 1207.
Marcellus en Hermès Logios a été un temps identifié comme une sculpture représentant Germanicus.

## État - Restauration
La statue est en très bon état de conservation. Elle a été repolie par le sculpteur François Girardon au XVIIème siècle. Deux doigts du pied droit ont été recollés. Le pouce et l'index de la main gauche ont été restaurés,.

## Postérité

### Copies et répliques
- Copie dans la Galerie des Glaces, Château de Versailles. Numéro d'inventaire : 2012.00.1393. Créée en 2012 par l'atelier de moulage des musées nationaux. Moulage en plâtre[3] ;
- Copie au château de Vincennes ;

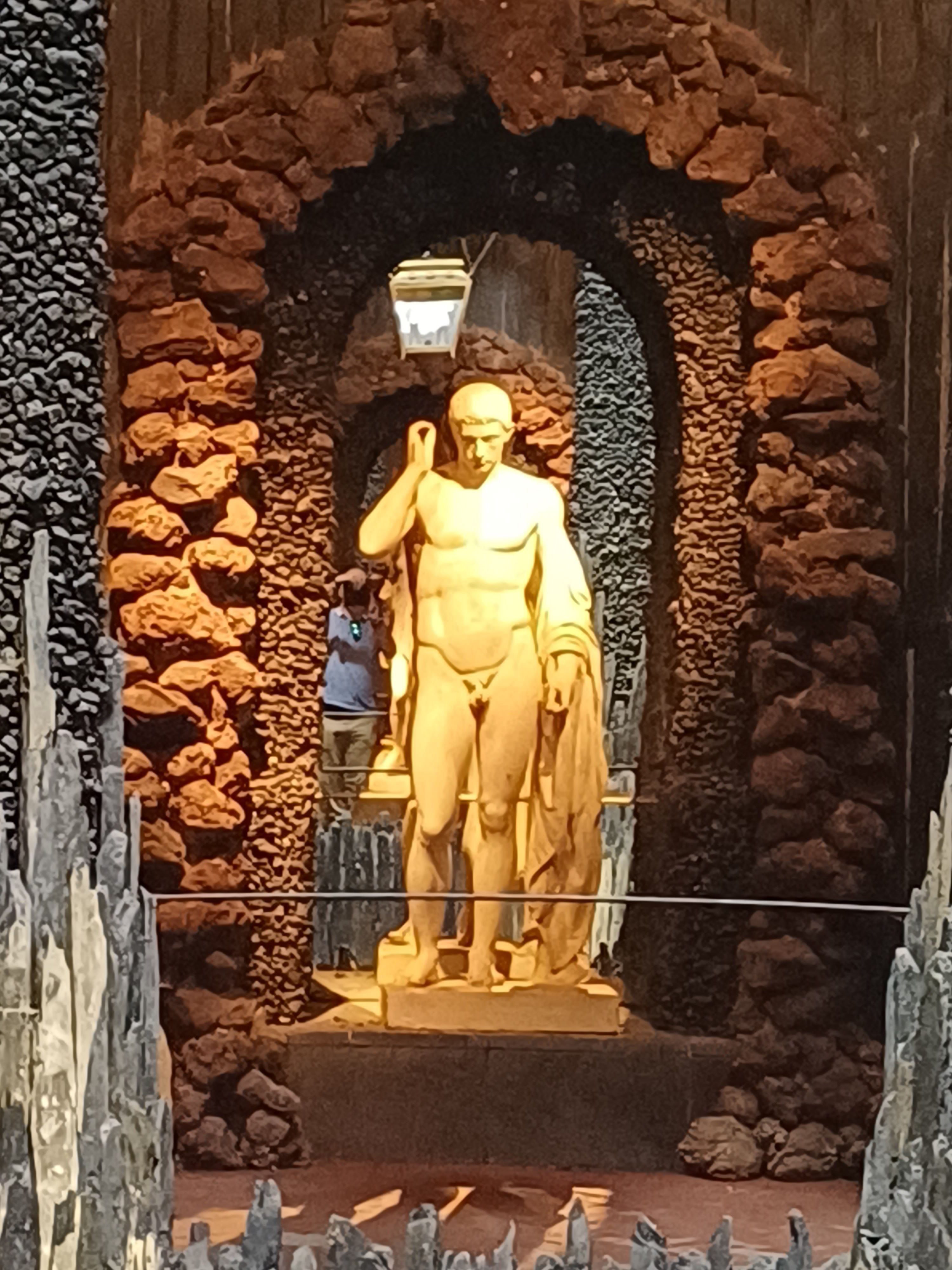
Copie au château du Champ-de-Bataille.  - Copie de la statue de Marcellus, Grotte de Cybèle, Domaine du château du Champ-de-Bataille, Eure, France
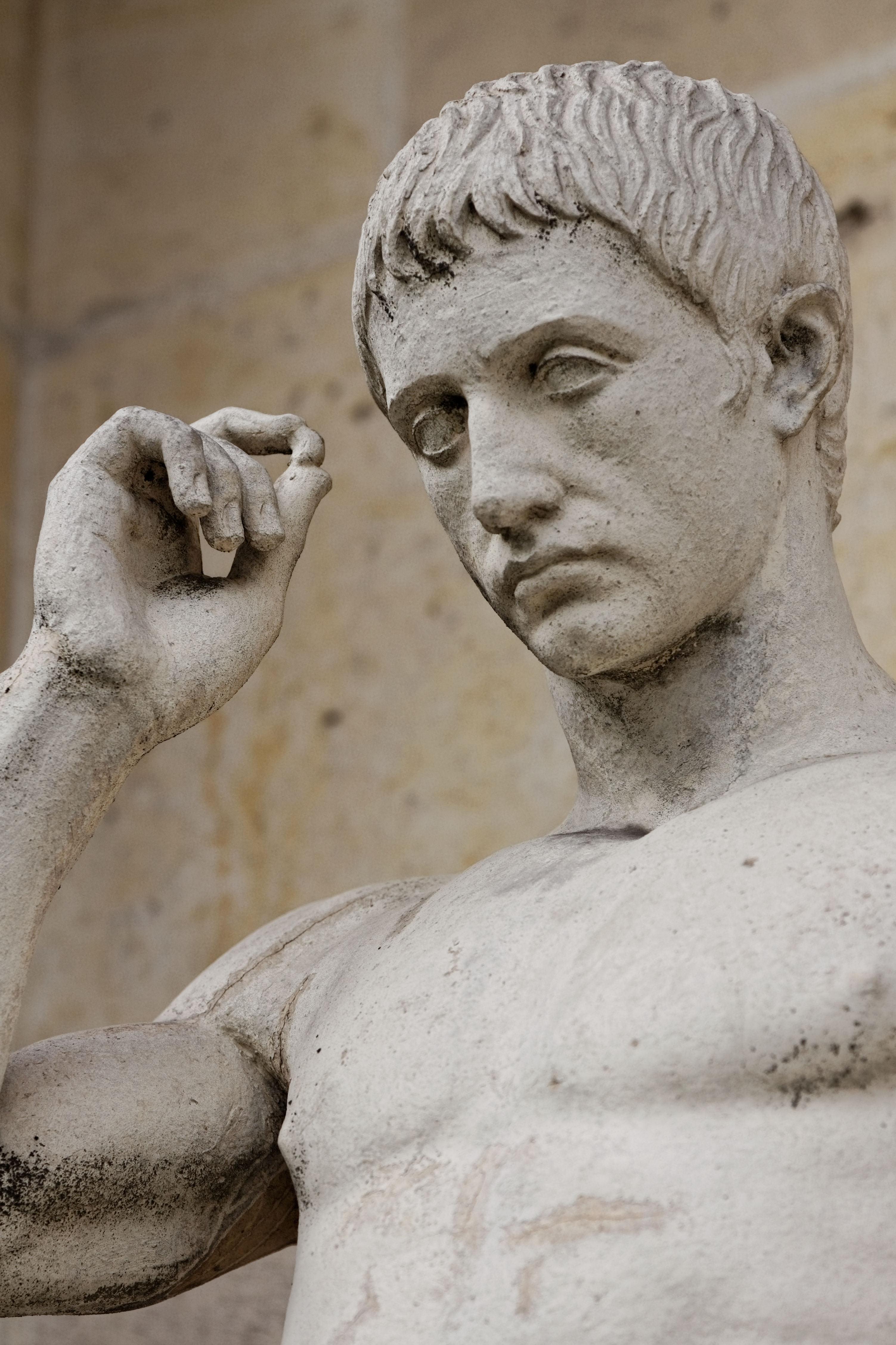
Copie de la statue de Marcellus, Château de Vincennes, Ile-de-France, France
  - Copie de la statue de Marcellus, Château de Vincennes, Ile-de-France, France

### Évocations artistiques
En 2016, l'artiste français Léo Caillard donne une nouvelle jeunesse à la sculpture. Son œuvre fait partie de sa série Hypsters in stone. Son Marcellus, est une copie réalisée à base de plâtre avec des vêtements taillés sur mesure et cousus directement sur la statue. L'idée est d'habiller Marcellus et de le transposer au XXIe siècle, à l'époque de la mode des hipsters. Il est ainsi vêtu d'un pantalon et d'un tee-shirt, sans oublier les accessoires : un écouteur et des lunettes de soleil. Cette œuvre est exposée en 2019 au Musée Saint-Raymond, musée des Antiques de Toulouse dans le cadre de l'exposition temporaire Age of Classics ! L'Antiquité dans la culture pop.